# Westfälischer Anzeiger
Der Westfälische Anzeiger ist eine  Tageszeitung in Hamm. Die Zeitung liefert den überregionalen Mantel für andere Zeitungen der Ippen-Gruppe in Westfalen (Arbeitsgemeinschaft westfälischer Tageszeitungen). Die verkaufte Auflage des Westfälischen Anzeigers in seiner Stadtausgabe Hamm beträgt 22.592 Exemplare, zusammen mit den Kopfblättern Soester Anzeiger, Lüdenscheider Nachrichten und Der Patriot erreicht das Blatt 87.424 Exemplare, ein Minus von 45,8 Prozent seit 1998.
Im Stadtgebiet Hamm ist der Westfälische Anzeiger die einzige Tageszeitung; Hamm ist somit ein Einzeitungskreis.
Wichtigster regionaler Konkurrent im erweiterten Verbreitungsgebiet ist die WAZ-Mediengruppe (Westdeutsche Allgemeine Zeitung, Westfälische Rundschau, Westfalenpost). Seit 2008 stellt der Westfälische Anzeiger täglich eine Onlineversion als E-Paper zur Verfügung, die der Leser im Originalsatz ansehen, herunterladen und ausdrucken kann.

## Auflage
Der Westfälische Anzeiger hat wie die meisten deutschen Tageszeitungen in den vergangenen Jahren an Auflage eingebüßt. Die verkaufte Auflage ist in den vergangenen 10 Jahren um durchschnittlich 4 % pro Jahr gesunken. Im vergangenen Jahr hat sie um 5,3 % abgenommen. Sie beträgt gegenwärtig 87.424 Exemplare. Der Anteil der Abonnements an der verkauften Auflage liegt bei 89,3 Prozent.
| 1998   | 1999   | 2000   | 2001   | 2002   | 2003   | 2004   | 2005   | 2006   | 2007   | 2008   | 2009   | 2010   | 2011   | 2012   | 2013   | 2014   | 2015   | 2016   | 2017   | 2018   | 2019   | 2020   | 2021   | 2022  | 2023  | 2024  |
| ------ | ------ | ------ | ------ | ------ | ------ | ------ | ------ | ------ | ------ | ------ | ------ | ------ | ------ | ------ | ------ | ------ | ------ | ------ | ------ | ------ | ------ | ------ | ------ | ----- | ----- | ----- |
| 161363 | 160158 | 159314 | 157958 | 156472 | 153412 | 150586 | 148353 | 145268 | 143128 | 141357 | 145618 | 139516 | 136583 | 135108 | 135946 | 132342 | 129118 | 123499 | 118184 | 117632 | 114362 | 110083 | 105782 | 98655 | 93294 | 88346 |

| 1998   | 1999   | 2000   | 2001   | 2002   | 2003   | 2004   | 2005   | 2006   | 2007   | 2008   | 2009   | 2010   | 2011   | 2012   | 2013   | 2014   | 2015   | 2016   | 2017   | 2018   | 2019   | 2020  | 2021  | 2022  | 2023  | 2024  |
| ------ | ------ | ------ | ------ | ------ | ------ | ------ | ------ | ------ | ------ | ------ | ------ | ------ | ------ | ------ | ------ | ------ | ------ | ------ | ------ | ------ | ------ | ----- | ----- | ----- | ----- | ----- |
| 155422 | 153890 | 152790 | 151309 | 149765 | 147621 | 144900 | 142158 | 139617 | 136973 | 135864 | 139676 | 132892 | 130165 | 128068 | 127511 | 124988 | 121034 | 115708 | 110545 | 106159 | 102604 | 98843 | 94688 | 88498 | 83351 | 79153 |

## Geschichte

Pressehaus Gutenbergstraße, Sitz des Westfälischen Anzeigers in Hamm

Die Zeitung wurde am 3. April 1822 vom Druckereibesitzer Heinrich Jakob Grote als Kreis Hammsches Wochenblatt gegründet. Als Begründung für die Herausgabe einer Wochenzeitung führt Grote Folgendes in der Erstausgabe an:

„Schon längst war es im Kreise Hamm, der Wunsch vieler, sowohl mit den Verfügungen obrigkeitlicher Behörden desselben und den Anzeigen öffentlicher Verkäufe, Verpachtungen etc. näher bekannt zu werden, als auch Gelegenheit zu haben, seine Mitbürger mit Privat-Angelegenheiten bekannt zu machen.“

Am 2. Februar 1825 erschien das Blatt erstmals unter dem Titel Wochenblatt für die Stadt und den Kreis Hamm, seit 1845 in zwei Ausgaben (mittwochs und samstags). Am 9. Dezember 1850 wurde erstmals der Haupttitel Westfälischer Anzeiger verwendet, seit dem 1. Juli 1866 wurden drei Ausgaben pro Woche erstellt (dienstags, donnerstags, samstags). Die Familie Thiemann gründete 1872 als Konkurrenz den katholisch ausgerichteten Westfälischen Kurier, dessen Wiedergründung als Neuer Westfälischer Kurier am 6. September 1946 erfolgte. Lizenzträgerin dieser Zentrumspartei-nahen, zweimal wöchentlich in Werl erscheinenden Zeitung war Helene Wessel. Am 1. November 1949 gaben die Verlage Griebsch und Thiemann erstmals den gemeinsamen Westfälischen Anzeiger und Kurier heraus. Ende der 1960er Jahre verzichtete man dann auf den Zusatz Kurier, nachdem die Verlegerfamilie Thiemann bereits 1962 aus der Firma ausgeschieden war. Am 30. Juni 1967 konnte schließlich der Neubau an der Gutenbergstraße seiner Bestimmung übergeben werden.

## Verlag
Der Verlag des Westfälischen Anzeigers, die Westfälischer Anzeiger Verlagsgesellschaft mbH & Co. KG, ist eine Tochterfirma der F. Wolff & Sohn KG.

## Regelmäßige Veröffentlichungen
- Leo Hammer (tägliche Kolumne)
- Kleinanzeiger (wöchentliche Beilage)
- Hamm Live (monatliche Beilage)
- Familienalbum
- Gesundheitsanzeiger (quartalsweise Beilage)